# Rudolf Cramer (Geologe)
Rudolf Cramer (* 9. Januar 1882 in Ratibor, Provinz Schlesien; † 7. Dezember 1949 in Erfurt) war ein deutscher Geologe. 
Cramer machte 1900 sein Abitur in Erfurt und studierte Geologie und Paläontologie in Straßburg, Halle, München und Berlin, wo er 1906 bei Wilhelm von Branca promoviert wurde über die Fauna des Unterkarbon in Schlesien. Ab 1907 war er bei der Preußischen Geologischen Landesanstalt (PGLA), wo Curt Gagel und Theodor Schmierer seine Lehrer waren. Im Ersten Weltkrieg war er als Leutnant an der West- und Ostfront und in Serbien und 1919 im Freikorps in Schlesien. Danach war er wieder bei der PGLA, wo er in Schlesien (Schweidnitz, Groß-Rauden, Jakobswalde, Leschnitz, Bischofstal, Peiskretscham), Sachsen-Anhalt, Brandenburg (Oppelhain),  Posen (Usch, Budsin, Zelice, Kolmar) und in der Lausitz (Weißwasser/Oberlausitz, Triebel) kartierte. Außerdem stellte er Jahresberichte zur Literatur der Geologie von Deutschland zusammen und befasste sich mit Wasserversorgung in Oberschlesien. 1920 wurde er Bezirksgeologe und 1934 Landesgeologe mit Professorentitel. 1940 wurde er Regierungsgeologe. Im Zweiten Weltkrieg war er Hauptmann bei der Luftwaffe in der Tschechoslowakei, und nach dem Krieg arbeitete er nach der Pensionierung in Jena weiter an Torferkundung.
Er ist der Vater des Geologen Peter Cramer.